# Giải thưởng phim truyền hình SBS 2024
Lễ trao giải Giải thưởng phim truyền hình SBS 2024 (tiếng Hàn: 2024 SBS 연기대상; Hanja: 2024 SBS 演技大賞; Romaja: 2024 SBS Yeon-gi Daesang), được tổ chức bởi đài truyền hình Seoul Broadcasting System (SBS). Buổi lễ diễn ra vào lúc 20:35 (KST) ngày 21 tháng 12 năm 2024 tại SBS Prism Tower nằm tại phường Sangam-dong, quận Mapo-gu, Seoul. Shin Dong-yup đóng vai trò là người dẫn chương trình cho lễ trao giải, đây là lần thứ 8 anh giữ vai trò này cùng với Kim Hye-yoon và Kim Ji-yeon.

## Đề cử và đoạt giải

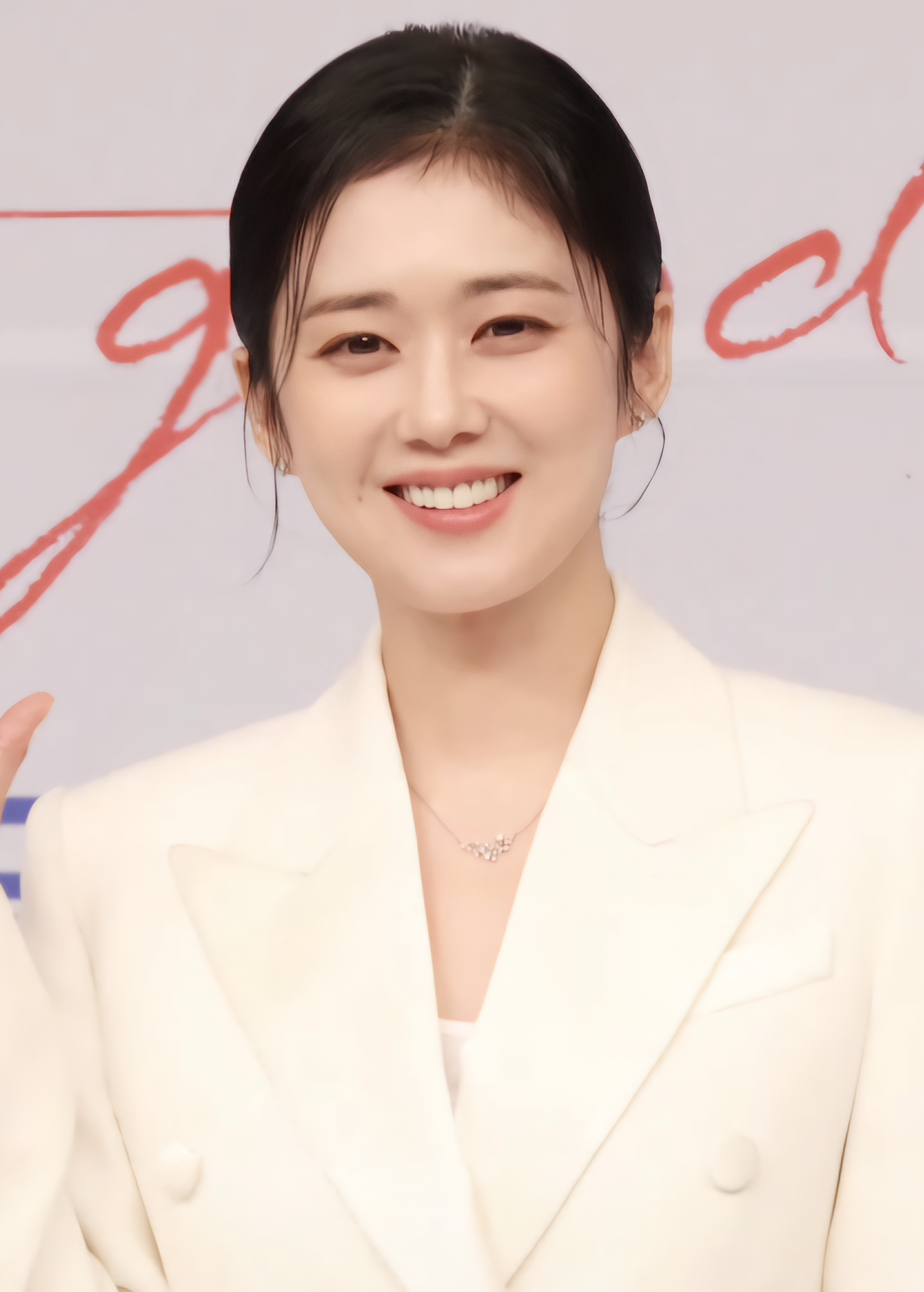
Jang Na-ra, người giành giải thưởng cao quý nhất của lễ trao giải, Giải thưởng lớn (Giải Daesang)

Danh sách đề cử cho giải thưởng lớn đã được công bố vào ngày 18 tháng 12 năm 2024.
Người đoạt giải được liệt kê ở đầu danh sách và được in đậm.
| Giải thưởng lớn (Daesang) | Giải thưởng của đạo diễn |
| --- | --- |
| - Jang Na-ra – Good Partner - Park Shin-hye – The Judge from Hell - Ji Sung – Connection - Kim Nam-gil – The Fiery Priest 2 - Ahn Bo-hyun – Flex X Cop - Hwang Jung-eum – The Escape of the Seven | - Park Shin-hye – The Judge from Hell |
| Nam diễn viên xuất sắc nhất thể loại phim truyền hình ngắn tập/phim hành động chính kịch | Nữ diễn viên xuất sắc nhất thể loại phim truyền hình ngắn tập/phim hành động chính kịch |
| - Ahn Bo-hyun – Flex X Cop | - Jeon Mi-do – Connection - Park Ji-hyun – Flex X Cop - Yoon Yoo-sun – Flex X Cop - Baek Ji-won – Connection - Kim Min-ju – Connection - Jung Yoo-min – Connection - Jeong Ga-hee – Flex X Cop - Yoon Sa-bong – Connection - Jeon Hye-jin – Flex X Cop - Ryu Hye-rin – Connection - Seo Yi-ra – Connection                                                                              |
| Nam diễn viên xuất sắc nhất thể loại phim truyền hình theo mùa | Nữ diễn viên xuất sắc nhất thể loại phim truyền hình theo mùa |
| - Kim Nam-gil – The Fiery Priest 2 | - Lee Hanee – The Fiery Priest 2 - Hwang Jung-eum – The Escape of the Seven - Lee Yu-bi – The Escape of the Seven - Bibi – The Fiery Priest 2 - Shin Eun-kyung – The Escape of the Seven - Jo Yoon-hee – The Escape of the Seven - Baek Ji-won – The Fiery Priest 2 - Shim Yi-young – The Escape of the Seven - Hwang Jeong-min – The Fiery Priest 2 - Heo Soon-mi – The Fiery Priest 2 |
| Nam diễn viên xuất sắc nhất thể loại phim truyền hình lãng mạn/hài kịch ngắn tập | Nữ diễn viên xuất sắc nhất thể loại phim truyền hình lãng mạn/hài kịch ngắn tập |
| - Kim Jae-young – The Judge from Hell | - Nam Ji-hyun – Good Partner |
| Giải thưởng thành tựu | Phim truyền hình SBS hay nhất năm 2024 |
| - Kim Young-ok – The Judge from Hell | - Connection |
| Nam diễn viên xuất sắc thể loại phim truyền hình ngắn tập/phim hành động chính kịch | Nữ diễn viên xuất sắc thể loại phim truyền hình ngắn tập/phim hành động chính kịch |
| - Kwak Si-yang – Flex X Cop - Ahn Bo-hyun – Flex X Cop - Moon Sung-keun – Connection | - Park Ji-hyun – Flex X Cop - Jeon Mi-do – Connection - Jeong Ga-hee – Flex X Cop |
| Nam diễn viên xuất sắc thể loại phim truyền hình theo mùa | Nữ diễn viên xuất sắc thể loại phim truyền hình theo mùa |
| - Kim Sung-kyun – The Fiery Priest 2 - Sung Joon – The Fiery Priest 2 - Uhm Ki-joon – The Escape of the Seven - Lee Joon – The Escape of the Seven                                                | - Bibi – The Fiery Priest 2 - Lee Yu-bi – The Escape of the Seven - Hwang Jung-eum – The Escape of the Seven |
| Nam diễn viên xuất sắc thể loại phim truyền hình lãng mạn/hài kịch ngắn tập | Nữ diễn viên xuất sắc thể loại phim truyền hình lãng mạn/hài kịch ngắn tập |
| - Kim Joon-han – Good Partner - Pyo Ji-hoon – Good Partner - Kim Jae-young – The Judge from Hell - Lee Kyu-han – The Judge from Hell                                                              | - Kim Ah-young – The Judge from Hell - Nam Ji-hyun – Good Partner - Seo Jeong-yeon – Good Partner |
| Nam diễn viên phụ xuất sắc nhất thể loại phim truyền hình lãng mạn/hài kịch ngắn tập | Nữ diễn viên phụ xuất sắc nhất thể loại phim truyền hình lãng mạn/hài kịch ngắn tập |
| - Kim In-kwon – The Judge from Hell - Ji Seung-hyun – Good Partner | - Kim Jae-hwa – The Judge from Hell - Kim Hye-hwa – The Judge from Hell |
| Nam diễn viên phụ xuất sắc nhất thể loại phim truyền hình ngắn tập/phim hành động chính kịch | Nữ diễn viên phụ xuất sắc nhất thể loại phim truyền hình ngắn tập/phim hành động chính kịch |
| - Kwon Yul – Connection - Kim Kyung-nam – Connection | - Yoon Sa-bong – Connection - Jung Yoo-min – Connection |
| Nam diễn viên phụ xuất sắc nhất thể loại phim truyền hình ngắn tập theo mùa | Nữ diễn viên phụ xuất sắc nhất thể loại phim truyền hình ngắn tập theo mùa |
| - Seo Hyun-woo – The Fiery Priest 2 | - Shim Yi-young – The Escape of the Seven |
| Nam diễn viên mới xuất sắc nhất | Nữ diễn viên mới xuất sắc nhất |
| - Kang Sang-joon – Flex X Cop - Kim Shin-bi – Flex X Cop - Seo Bum-june – The Fiery Priest 2 | - Kim Min-ju – Connection - Choi Yu-ju – The Escape of the Seven |
| Nam diễn viên trẻ xuất sắc nhất | Nữ diễn viên trẻ xuất sắc nhất |
| - Moon Woo-jin – The Fiery Priest 2 | - Jeon Yu-na – Good Partner |
| Đội ngũ hỗ trợ xuất sắc nhất | Màn thể hiện xuất sắc nhất |
| style="vertical- - Good Partner, Daejung Law Firm | - Lee Kyu-han – The Judge from Hell - Han Jae-yi – Good Partner |
| Cặp đôi đẹp nhất | Giải thưởng Scene Stealer |
| - Park Shin-hye và Kim Jae-young – The Judge from Hell | - Ko Kyu-pil – The Fiery Priest 2 - Ahn Chang-hwan – The Fiery Priest 2 |

## Người trao giải
Vào ngày 21 tháng 12 năm 2024, SBS đã công bố danh sách người trao giải.
| Người trao giải                           | Hạng mục giải thưởng     |
| ----------------------------------------- | ------------------------ |
| Kim Do-hoon và Kim Yoon-hye               |                          |
| Park Hyung-sik và Heo Jun-ho              |                          |
| Kim Ji-yeon, Yook Sung-jae và Kim Ji-hoon |                          |
| Kim Hye-yoon, Lomon                       |                          |
| Nam Goong-min, Jeon Yeo-bin               |                          |
| Jang Dong-yoon, Kim Bo-ra                 |                          |
| Byun Young-joo, Lee Young-jong            |                          |
| Im Se-mi, Kim Yo-han                      |                          |
| Lee Sung-kyung                            | Giải thưởng của đạo diễn |
| Lee Je-hoon và Kim Tae-ri                 | Giải Deasang             |